# 1055
| Calendário gregoriano                                                        | 1055 MLV                                             |
| Ab urbe condita                                                              | 1808                                                 |
| Calendário arménio                                                           | 504 – 505                                            |
| Calendário bahá'í                                                            | -789 – -788                                          |
| Calendário budista                                                           | 1599                                                 |
| Calendário chinês                                                            | 3751 – 3752 Início a 30 de janeiro (aproximadamente) |
| Calendário copta                                                             | 771 – 772                                            |
| Calendário etíope                                                            | 1047 – 1048                                          |
| Calendários hindus - Vikram Samvat - Calendário nacional indiano - Cáli Iuga | 1110 – 1111 976 – 977 4155 – 4156                    |
| Calendário Holoceno                                                          | 11055                                                |
| Calendário islâmico                                                          | 447 – 448                                            |
| Calendário judaico                                                           | 4815 – 4816                                          |
| Calendário persa                                                             | 433 – 434                                            |
| Calendário rúnico                                                            | 1305                                                 |
| Calendário solar tailandês                                                   | 1598                                                 |

1055 (MLV na numeração romana) foi um ano comum do século XI do calendário juliano, da Era de Cristo, a sua letra dominical foi A (52 semanas), teve início a um domingo e terminou também a um domingo.
No território que viria a ser o reino de Portugal estava em vigor a Era de César que já contava 1093 anos.
| Ano completo                    |
| ------------------------------- |
| Ano comum com início ao domingo |

## Eventos
- 13 de abril — Vítor II sucede a Leão IX  (m. 1057).
- Teodora torna-se imperatriz de Bizâncio, sucedendo a Constantino IX Monômaco  (m. 1056).
- O sultão seljúcida Tugril Bei conquista Bagdade aos buídas.
- Conquista de Seia por Fernando Magno.

## Nascimentos
- Gilberto I de Gévaudan m. 1111, senhor de Millau e de Gévaudan e conde consorte da Provença.

## Mortes
- 26 de maio — Adalberto, o Vitoriosos, marquês da Áustria desde 1018  (n. 985)
- Rinchen Zangpo — lotsawa (tradutor de textos budistas em sânscrito para tibetano) e  mestre do budismo tibetano  (n. 958).